# 尚御
尚御（英語：Meridian Hill），為九龍西九龍塘的一個小型私人高尚住宅屋苑，位於廣播道及龍翔道，前身為亞洲電視廣播道總台地皮，共設3座物業，每座樓高8層及2層地庫，由長江實業發展（以奇創有限公司為名），而業權則由美國退休基金持有，仲量聯行為代表，已於2011年7月入伙。

## 歷史
尚御前身為亞洲電視總台。由於亞洲電視總台2007年搬遷至大埔創新園，故出售原廣播道地皮。長江實業以7億港元購入地皮，以興建低密度豪宅。
2008年9月，長江實業以25億港元把旗下的西半山干德道Conduit 18及尚御售予美國退休基金。當時尚御尚未興建，但發展仍為長江實業；至興建完成再轉交美國退休基金，並由仲量聯行為代表，於2010年開售樓花。

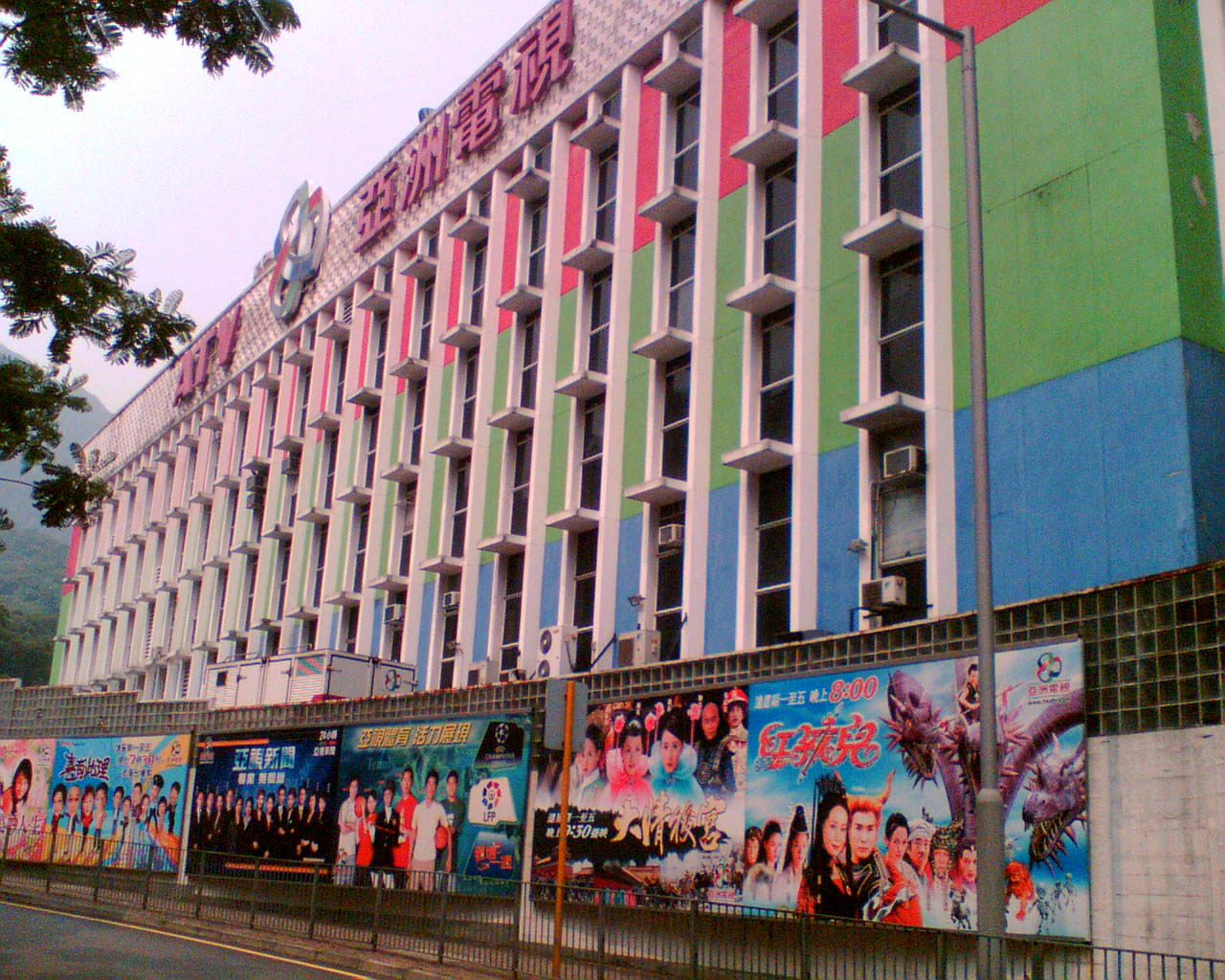
昔日時的亞洲電視總台大廈位於廣播道81號前亞視總部

## 簡介
物業位於九龍塘半山地段，為傳統豪宅區，由於望向獅子山郊野公園和港島區及位於名校網，故發展商的開售呎價達$16,000起。3座樓宇各高10層，包括2層地庫，但各設有9樓（不設4樓）。其中地下至九樓均為住宅，一梯為二至四伙不等，共103個單位，單位約介乎1,300-2,100平方呎。另示範單位於開售前設於紅磡都會廣場。
而發展商於各單位裝上Boffi的廚房組合，稱作「Meridian Series」，並稱只於該屋苑使用。
另外，屋苑設有會所，其設施包括游泳池、運動室、桑拿室等；而停車場則有103個車位。

## 鄰近
- 雅華閣
- 美輪閣
- 星輝豪庭
- 康樂閣